# Helcogramma inclinata
Helcogramma inclinata är en fiskart som först beskrevs av Fowler, 1946.  Helcogramma inclinata ingår i släktet Helcogramma och familjen Tripterygiidae. IUCN kategoriserar arten globalt som livskraftig. Inga underarter finns listade i Catalogue of Life.